# Bielsa
Bielsa – gmina w Hiszpanii, w prowincji Huesca, w Aragonii, o powierzchni 202,41 km². W 2011 roku gmina liczyła 503 mieszkańców.